# مولنوپیراویر
مولنوپیراویر (به انگلیسی: Molnupiravir) یک داروی آزمایشی ضد ویروس برای مقابله با آنفلوانزا ست. این دارو نوع پیشرفته‌تری از فاویپیراویر است. نتایج اولیه تحقیقات بالینی نشان داده که استفاده از مولنوپیراویر خطر بستری شدن در بیمارستان و مرگ بر اثر ابتلا به ویروس کرونا را به نصف کاهش می‌دهد. در جریان اوج‌گیری کرونا در هند در اردیبهشت ۱۴۰۰ شرکت مرک اند کو. اعلام کرد که ممکن است پیش از پایان مرحله سوم تریال، مجوز استفاده از این دارو صادر گردد. در مورد ایمن بودن دارو مباحثی مطرح بوده‌است.
مولنوپیراویر در اکتبر ۲۰۲۱ برای استفاده پزشکی در بریتانیا مورد تأیید قرار گرفت.